# Philodromus pinyonelis
Philodromus pinyonelis là một loài nhện trong họ Philodromidae.
Loài này thuộc chi Philodromus. Philodromus pinyonelis được miêu tả năm 1965 bởi Schick.